# Red Mountain Pass
Der Red Mountain Pass ist ein Gebirgspass im südwestlichen Teil des US-Bundesstaates Colorado mit einer Passhöhe von 3358 Metern. Der Pass liegt auf der Grenze der Countys Ouray County und San Juan County und verläuft zwischen Ouray und Silverton. Er wurde nach den Red Mountains benannt, die in der Nähe des Passes liegen. Der Pass bildet die Wasserscheide zwischen dem Uncompahgre River und dem Animas River. Auf dem Red Mountain Pass befindet sich auch die Grenze zwischen dem Uncompahgre National Forest und dem San Juan National Forest. Über den Pass führt der Million Dollar Highway, Teil des U.S. Highway 550.
Die von der Pass-Straße gut zu sehenden Red Mountains wurden von Norden nach Süden durchnummeriert:

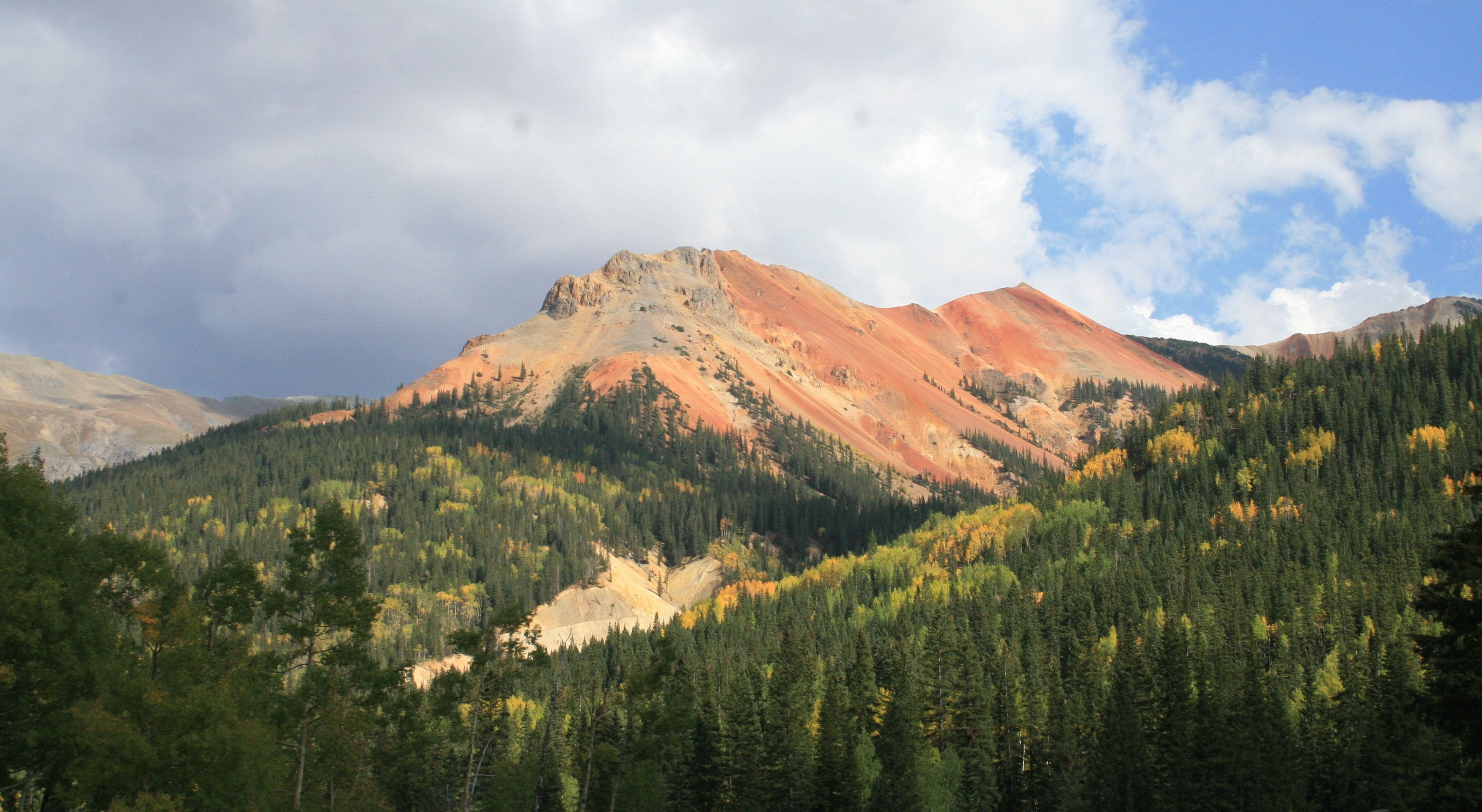
Red Mountain #1, 3838 m
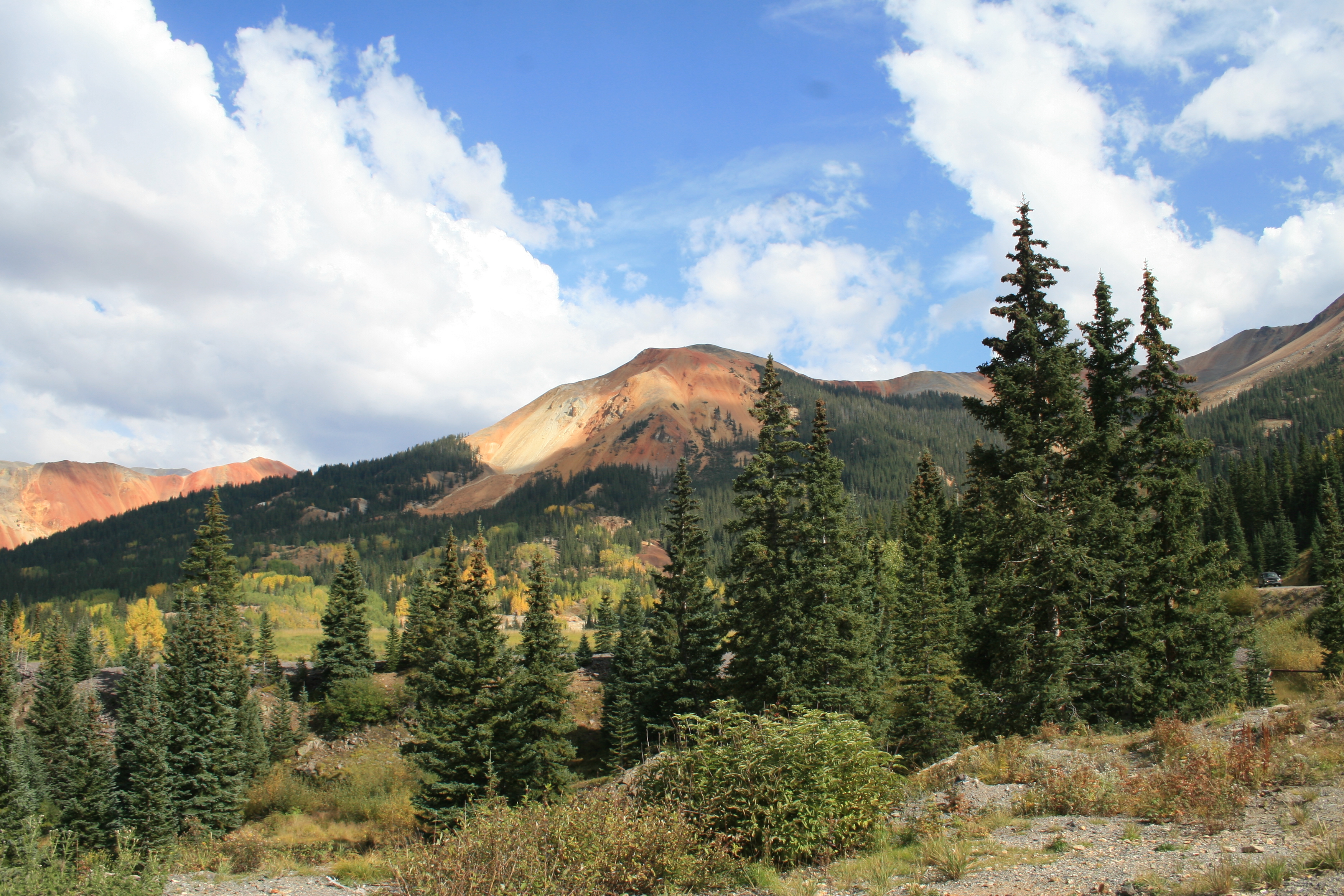
Red Mountain #2, 3724 m
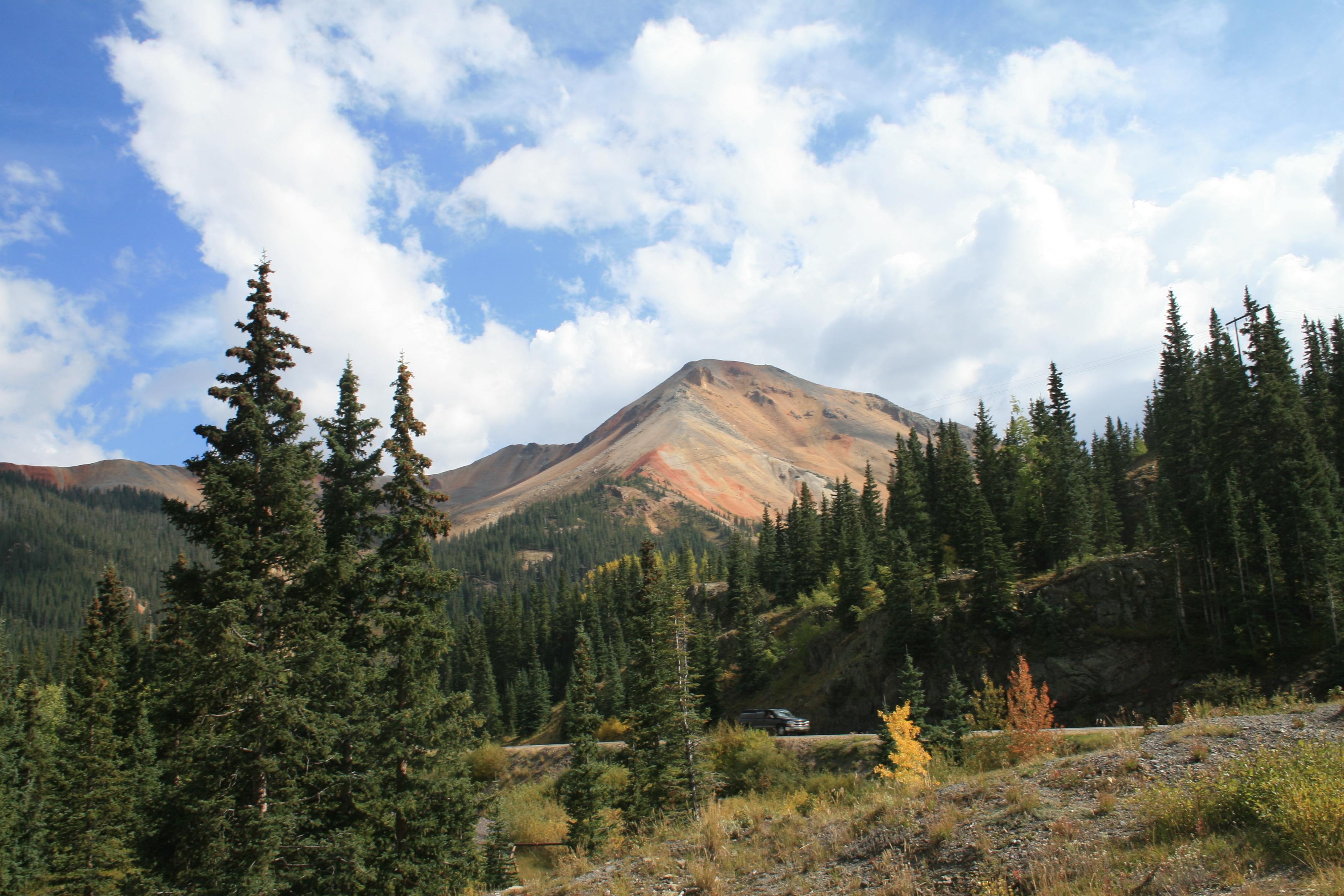
Red Mountain #3, 3928 m